# Richard Lynch (velšský herec)
Richard Lynch (* 1965) je velšský herec. Jednou z jeho nejvýznamnějších prací byl Garry Monk ve velšské adaptaci seriálu Pobol y Cwm. Jeho první rolí byl voják Will Thomas ve filmu Karla Francise a názvem Milwr Bychan.

## Filmografie
- Milwr Bychan (1986)
- The District Nurse (seriál, 1987)
- Eight Men Out (1988)
- Spirit (1989)
- Screen One (seriál, 1989)
- The Christmas Stallion (1992)
- Thicker Than Water (1994)
- The Healer (1994)
- The Lifeboat (seriál, 1994)
- Branwen (1995)
- Darklands (1996)
- The Proposition (1997)
- Dangerfield (seriál, 1999)
- Score (2001)
- Tales from Pleasure Beach (seriál, 2001)
- A Mind to Kill (seriál, 1997-2002)
- Y Mabinogi (2003)
- Secret History of Religion: Knights Templar (seriál, 2006)